# Top International Managers in Engineering
Top International Managers in Engineering (TIME), раніше названа Top Industrial Managers for Europe, — мережа з п’ятдесяти семи інженерних шкіл, факультетів і технічних університетів. Найстаріша європейська мережа інженерних шкіл у своїй галузі, асоціація TIME сприяє обміну аспірантами та подвійним дипломам по всій Європі та світі, щоб дати студентам можливість отримати ширшу наукову інженерну освіту високого рівня з глибоким міжкультурним досвідом.
Кілька сотень аспірантів щороку беруть участь у мобільних заходах TIME та здобувають подвійні ступені (на рівнях магістра та доктора). Подвійні дипломи вимагають, щоб студент-учасник провів понад три семестри в іншому університеті-члені та принаймні стільки ж у рідному університеті, щоб отримати два повних ступені.
Мережа TIME включає головним чином аспірантуру інженерних шкіл і технічних університетів з Європи, але все більше членів тепер з інших континентів.

## Історія
У 1989 році мережа TIME була створена в Центральній школі Парижа. Його головною метою була координація європейських подвійних дипломів та програм обміну в галузі інженерії на рівні магістра. Мережа TIME мала 16 членів-засновників, кожен з яких був провідною інженерною установою у відповідній країні. Асоціація TIME була офіційно зареєстрована як некомерційна організація згідно з французьким законодавством у 1997 році та налічує 29 членів. Зараз членами є 57 установ з 23 країн.

## Члени інституції
Членами TIME є наступні інженерні школи та факультети та технічні університети:
  Австралія:
- Університет Квінсленда (AU-UQ)

  Австрія:
- Технічний університет Відня (AT-TUW)

  Бельгія:
- Політехнічний факультет Монса (BE-FPMS)
- Лувенський католицький університет (BE-UCL)
- Вільний університет Брюсселя (BE-ULB)
- Льєжський університет (BE-ULG)
- Брюссельський вільний університет (BE-VUB)

  Бразилія:
- Університет Сан-Паулу Політехнічна школа Університету Сан-Паулу (BR-USP)
- Університет штату Кампінас (BR-UNICAMP)

  Китай:
- Сіаньський університет Цзяотун (CN-XJTU)
- Університет Бейхан (CN-BUAA)

 Чехія:
- Чеський технічний університет (CZ-CVUT)

  Данія:
- Данський технічний університет (DK-DTU)

  Іспанія:
- Політехнічний університет Мадрида (ES-UPM)
- Політехнічний університет Валенсії (ES-UPV)
- Папський університет Комільяс - ICAI (ES-UPCo)
- Севільський університет - ETSI (ES-USE)
- Політехнічний університет Каталонії (ES-UPC)

  Франція:
- CentraleSupélec (FR-CS)
- Центральна школа Лілля (FR-ECLi)
- Центральна школа Ліону (FR-ECLy)
- Центральна школа Марселя (FR-ECM)
- Центральна школа Нанта (FR-ECN)
- Національна школа мостів та доріг (FR-ENPC)
- Вища національна школа передових технологій (FR-ENSTA)
- Institut supérieur de l'aéronautique et de l'espace (FR-Supaero)

  Німеччина:
- Рейнсько-Вестфальський технічний університет Аахен (DE-RWTH)
- Технічний університет Берліна (DE-TUB)
- Технічний університет Дармштадта (DE-TUDa)
- Дрезденський технічний університет (DE-TUDr)
- Ганноверський університет Лейбніца (DE-LUH)
- Мюнхенський технічний університет (DE-TUM)

  Греція:
- Університет Арістотеля в Салоніках (GR-AUTH)
- Афінська політехніка (GR-NTUA)

  Угорщина:
- Будапештський університет технологій та економіки (HU-BME)

  Італія:
- Політехнічний університет Мілана (IT-PoliMi)
- Політехнічний університет Туріна (IT-PoliTo)
- Падуанський університет (IT-UniPd)
- Університет Тренто (IT-UniTn)

  Японія:
- Університет Досісія (JP-DOSHISHA)
- Університет Кейо (JP-KEIO)
- Університет Тохоку (JP-TOHOKU)

  Норвегія:
- Норвезький університет природничих та технічних наук (NO-NTNU)

  Польща:
- Вроцлавський технологічний університет (PL-PWR)
- Університет науки і технологій AGH (PL-AGH)

  Португалія:
- Instituto Superior Técnico - Лісабонський університет (PT-IST)

  Росія:
- Московський державний технічний університет імені Баумана (РУ-МГТУ)
- Московський Технологічний Університет (МІРЕА) (RU-MIREA)
- Томський політехнічний університет (RU-TPU)
- Санкт-Петербурзький політехнічний університет (RU-SPBPU)

  Швеція:
- Королівський технологічний інститут KTH (SE-KTH)
- Лундський технологічний університет (SE-LTH)

  Туреччина:
- Стамбульський технічний університет (TR-ITU)